# O. Henry
William Sydney Porter (11 tháng 9 năm 1862 – 5 tháng 6 năm 1910), thường được biết đến với bút danh O. Henry, là một nhà văn người Mỹ. Truyện ngắn của ông nổi tiếng nhờ sự dí dỏm, dễ hiểu, giàu tình cảm và luôn có những cái kết bất ngờ một cách khéo léo.

## Tiểu sử
O. Henry sinh dưới tên William Sydney Porter ngày 11 tháng 9 năm 1862 tại Greensboro, Bắc Carolina, Hoa Kỳ. Tên lót của ông là Sidney, nhưng sau đó được đổi thành Sydney vào năm 1898. 
Cha ông là Algernon Sidney Porter (1825–1888), mẹ là Mary Jane Virginia Swaim Porter (1833–1865). Họ cưới nhau vào ngày 20 tháng 4 năm 1858.
Mẹ ông qua đời vì bệnh lao khi ông mới 3 tuổi. Sau đó, Porter và cha chuyển về sống với bà nội. Ngay từ khi còn bé, Porter đã tỏ ra rất ham đọc. Ông đọc mọi thứ mình có, từ các tác phẩm kinh điển cho tới tiểu thuyết rẻ tiền và ông theo học tại trường tư do người cô của mình, Evelina Maria Porter, làm hiệu trưởng cho đến năm 1876. Sau đó ông tiếp tục theo học ở trường trung học Lindsey Street dưới sự bảo trợ của cô mình tới năm 15 tuổi. Năm 1879, ông làm việc cho hiệu y dược của ông chú, và sau đó, năm 1881, khi 19 tuổi, ông lấy bằng dược sĩ.
Tháng 3 năm 1882, khi bắt đầu có triệu chứng bệnh lao lây từ mẹ, ông được gửi đến sống trong một trang trại chăn nuôi ở Texas với hy vọng khí hậu nơi đồng nội giúp vượt qua cơn bệnh – tương tự như nhân vật chính trong truyện Hygeia at the Solito. Ít lâu sau, ông đã thử viết những truyện ngắn đầu tay và một số mẩu truyện vui cho các nhật báo miền Tây Nam Hoa Kỳ. Sau đó, ông làm tại một cơ quan địa chính và lần lượt qua nhiều công việc khác nhau: vẽ kỹ thuật và kiến trúc, thư ký, đầu bếp nhà hàng, làm nhân viên cho công ty địa ốc, xưởng in, v.v. Hầu như từ mỗi ngành nghề, O. Henry đều có thể góp nhặt tư liệu cho các truyện ông viết.
Porter chuyển đến Austin năm 1884 và có một cuộc sống khá sôi nổi ở đây. Ông tham gia hát và cả diễn kịch. Thực ra, Porter là một ca sĩ và cả nhạc sĩ giỏi. Ông có thể chơi cả guitar và mandolin. Ông còn tham gia và nhóm hát "Hill city Quartet". Ở đây, Porter gặp và yêu Athol Estes, cô con gái 17 tuổi của một gia đình giàu có nhưng không được sự đồng ý của gia đình cô. Tới tháng 7 năm 1887, Porter và Athol bỏ trốn gia đình, và sau đó họ trở thành vợ chồng. Đứa con trai đầu tiên của họ chết ngay sau khi sinh (năm 1888). Sau đó, tháng 9 năm 1889, họ có con gái đầu lòng, tên là Margaret Worth Porter.
Đến năm 1894, ông lập nên tờ tuần san hài hước The Rolling Stone và làm chủ bút. Tờ báo này không mấy thành công, trở nên chết yểu sau một năm. Ông cũng làm phóng viên cho báo khác và thỉnh thoảng đóng góp vẽ kí họa.
Kế đến, ông làm nhân viên ngân hàng First National Bank ở thành phố Austin, Texas. Năm 1896, nhà nước mở cuộc điều tra vì tình nghi ông biển thủ tiền của ngân hàng. Trước đấy khá lâu, ông đã phản đối là không thể nào cân đối sổ sách kế toán của ngân hàng vì việc quản lý tại đây quá lỏng lẻo. Mặc dù cha vợ ông đã chi trả hộ khoản tiền thất thoát, Chính phủ liên bang vẫn muốn truy tố tội hình sự. Nếu ông chấp nhận ra hầu tòa, có lẽ ông đã được tha bổng vì số tiền liên quan chỉ nhỏ nhoi và có thể bào chữa là do lỗi lầm kế toán. Nhưng bạn bè ông khuyên ông nên trốn lánh. Ông nghe theo và bỏ đi đến nước Honduras ở Trung Mỹ – và có tư liệu cho vài truyện phiêu lưu lấy bối cảnh từ vùng đất này.
Sáu tháng sau, nghe tin vợ mình đang đau nặng, ông trở về Mỹ. Nhà cầm quyền đợi đến khi vợ ông qua đời mới đem ông ra xét xử. Đến lúc này thì sự kiện bỏ trốn đi khỏi nước là yếu tố rất bất lợi cho ông. Tuy thế, ông bị kết mức án tù nhẹ nhất có thể được là 5 năm. Trong nhà tù ở thành phố Columbus, Ohio, ông làm dược tá cho bệnh viện nhà tù, có thời giờ sáng tác để gửi tiền cho con gái, và bắt đầu dùng bút hiệu O. Henry. Sau khi đã qua hơn 3 năm trong tù, nhờ tư cách tốt ông được trả tự do sớm vào năm 1901. Ông đến cư ngụ tại thành phố Pittsburgh, Pennsylvania.
Năm sau, ông định cư tại Thành phố New York, cố giấu tung tích mình là tù phạm cũ. Từ lúc này, các truyện ngắn của ông bắt đầu xuất hiện đều đặn trên các báo hàng ngày và tạp chí. Mười tập truyện lần lượt được ra đời trong thời gian 1904-1910.
Sau những năm tháng cùng quẫn, mặc dù đến lúc này đã trở nên nổi danh và có tiền nhuận bút khá, O. Henry vẫn không được hưởng hạnh phúc vào những năm cuối đời: cuộc hôn nhân thứ hai thiếu hạnh phúc, khó khăn về tài chính vì chi tiêu quá cao, lại thêm tái phát chứng lao phổi lây từ người mẹ và tật nghiện rượu nhiễm từ người cha. Ông qua đời một cách khổ sở tại Thành phố New York ngày 5 tháng 6 năm 1910 do bệnh lao cộng thêm chứng xơ gan. Thêm ba tập truyện được ấn hành sau khi ông mất.
Năm 1919, Hội Nghệ thuật và Khoa học (Society of Arts and Sciences) thiết lập "Giải thưởng Tưởng niệm O. Henry" (O. Henry Memorial Awards), hàng năm trao cho những truyện ngắn xuất sắc.
Tại Việt Nam đã có nhiều bản dịch một số truyện ngắn của O. Henry. Gần đây nhất là quyển "Người du ca cuối cùng" do Nhà xuất bản Văn Học xuất bản. Truyện ngắn Chiếc lá cuối cùng đã được đưa vào chương trình văn học nhà trường (Ngữ văn 8).

## Tác phẩm
Có lẽ nhờ cuộc đời phong phú của tác giả nên các truyện ngắn của O. Henry (tổng cộng gần 400 truyện cộng thêm vài bài thơ) cũng thể hiện các nét đa dạng của xã hội Mỹ đương thời. Người ta có thể tìm thấy những nhân vật làm các nghề mà chính tác giả đã trải qua, và còn nữa: chủ cửa hiệu, nhân viên bán hàng, ký giả, họa sĩ, bác sĩ, diễn viên sân khấu, thợ cắt tóc, cảnh sát, thanh tra, dân đi tìm vàng, cũng có những người vô nghề nghiệp vô gia cư, và kể cả kẻ tội phạm và tù nhân.
Những bối cảnh trong các truyện ngắn cũng phong phú, với nhiều truyện lấy Thành phố New York - nơi O. Henry sống tám năm cuối đời ông - làm bối cảnh, cộng thêm những mẩu chuyện phiêu lưu trong vùng Trung và Tây-Nam nước Mỹ. Tất cả đều biểu hiện khung cảnh xã hội kinh tế nước Mỹ vào thời khoảng cuối thế kỷ 19 và đầu thế kỷ 20, lúc đường Thành phố New York còn được thắp sáng bằng đèn ga, người còn dùng xe ngựa để di chuyển, nhiều dân chăn bò (cowboy, hay "cao bồi") vẫn còn sống bờ sống bụi và xem pháp luật bằng nửa con mắt, dân đi tìm vàng tự lập nên những thị trấn mới rồi "tự cai tự quản", v.v.
Điểm đặc sắc trong truyện ngắn của O. Henry là những tình tiết ngẫu nhiên, có lúc khắc nghiệt hoặc oái oăm hoặc mỉa mai, nhiều lúc khôi hài hoặc dở khóc dở cười, để rồi kết thúc trong bất ngờ làm người đọc hoặc thích thú nhưng không quá sướng thỏa, hoặc bâng khuâng nhưng không quá nặng nề. Những dư hương nhẹ nhàng như thế đọng trong tâm tư người đọc khá lâu. Có lẽ do vậy mà vài truyện của O. Henry đã được chuyển thể qua sân khấu, sau này là điện ảnh và truyền hình, kể cả sân khấu kịch ở Việt Nam. Riêng truyện A retrieved reform, rút tư liệu từ thời gian tác giả ngồi tù (có ý kiến cho là dựa trên chuyện có thật), được chuyển thành kịch sân khấu rất thành công.
Nhiều người ngạc nhiên về tính đa dạng trong các truyện của O. Henry. Một ngày, khi ngồi với nhà văn trong một hiệu ăn, một người bạn ông đặt câu hỏi thay cho số đông người đọc: làm thế nào ông kết cấu được các tình tiết, ông tìm đâu ra những cốt truyện như thế? Nhà văn đáp: "Từ mọi nơi. Mọi thứ đều mang câu chuyện". Rồi cầm lấy tờ thực đơn trên bàn ăn, ông nói: "Có một câu chuyện trong bản thực đơn này." Đúng như thế: sau đấy ông viết nên truyện Springtime à la carte.
Thời sinh tiền, O. Henry gửi các truyện của ông cậy đăng trên nhiều báo cuối tuần và tạp chí văn học. Các truyện này sau đó được in lại trong những tập truyện ghi dưới đây:
- Cabbages and Kings
- The Four Million
- Heart of the West
- The Trimmed Lamp
- The Gentle Grafter
- The Voice of the City
- Options
- Roads of Destiny
- Strictly Business
- Whirligigs
- Sixes and Sevens
- Rolling Stones
- Waifs and Strays

### Những truyện được ưa thích
- After twenty years (Sau hai mươi năm): Một trong những truyện lấy bối cảnh Thành phố New York (nơi O. Henry sống tám năm cuối đời ông) được ưa thích nhất.
- A chaparral prince (Hoàng tử đồng xanh): Chuyện phiêu lưu vùng Viễn Tây thời ấy, vừa hoang sơ, ngang tàng, mà cũng có khí phách anh hùng - pha trộn tai ương và phúc lành, lục lâm và hiệp sĩ.
- The church with an overshot-wheel (Ngôi giáo đường với cối xay nước): Có người nhận xét "giống như truyện cổ tích". Cốt truyện dễ thương, và là một trong số ít truyện của O. Henry thể hiện văn tài tả cảnh tuyệt vời.
- The furnished room (Căn phòng đủ tiện nghi): Truyện được những nhà phê bình nghiêm khắc xem là một trong những truyện nghiêm túc, có giá trị văn học nhất của O. Henry.
- Georgia's Ruling (Phán quyết của Georgia): Cả trăm năm trước, nước Mỹ rộng bao la vẫn có cơn "sốt đất" tạo ra nhiều vấn đề cho các sở địa chính, nhưng ở đây nằm trong bối cảnh khác: tình cha con mở rộng ra tình người. Ý tình thắm thiết nhưng ngôn từ cô đọng.
- The gift of the Magi (Món quà của các đạo sĩ): Một trong các truyện của O. Henry được người đọc phương Tây yêu thích nhất, cũng có thể được xem là một trong những truyện ngắn về Giáng Sinh hay nhất mọi thời đại.
- The green door (Cánh cửa màu lục): Có ý kiến cho rằng tác giả thiên về tư cách nhà hoạt động xã hội (social activist) qua truyện này.
- The last leaf (Chiếc lá cuối cùng) được O. Henry sáng tác năm 1907, là một truyện ngắn nổi tiếng được biết đến nhiều nhất, đã được đưa vào sách giáo khoa của nhiều nước để giới thiệu văn học nước ngoài. Truyện nói về cuộc sống khổ cực của những người họa sĩ nghèo ở Mĩ. Cuộc sống cơ cực đã khiến Johnsy tuyệt vọng với căn bệnh sưng phổi, nhưng nhờ có chiếc lá cuối cùng do cụ Behrman vẽ, Johnsy đã qua khỏi sự nguy kịch.
- A retrieved reformation (Một cuộc đổi đời): Truyện rút tư liệu từ thời gian O. Henry ngồi tù, có ý kiến cho là dựa trên chuyện có thật.
- The dream (Giấc mộng): Đây là truyện cuối cùng của O. Henry. Tạp chí văn chương Cosmopolitan Magazine đã đặt hàng tác giả viết truyện này, nhưng sau khi nhà văn qua đời (tháng 6 năm 1910), tập bản thảo đang dở được tìm thấy trên bàn làm việc đầy bụi bặm của nhà văn. Truyện ngắn đang dở được ra mắt trên tờ Cosmopolitan Magazine tháng 9 năm 1910.

### Bút danh
Porter đưa ra khá nhiều lời giải thích khác nhau về nguồn gốc bút danh O.Henry của mình. Năm 1909, trong một cuộc phỏng vấn với tờ New York Times, ông kể rằng mình đã chọn cái tên O.Henry trong những ngày ở New Orleans. Khi đó ông muốn gửi đăng vài câu chuyện và muốn tìm một bút danh hay để ký tên. Sau đó, cùng với sự giúp đỡ của một người bạn, ông quyết định tìm bút danh cho mình bằng cách chọn một cái tên hợp thời của những người nổi tiếng trên một tờ báo. Ông kể "Chúng tôi tìm kiếm, và mắt tôi sáng lên khi lướt qua tên Henry. Đấy sẽ là họ của tôi - tôi nói - và tôi muốn tìm một cái tên thật ngắn gọn chứ không phải là một cái tên 3 âm tiết". Bạn ông đề nghị dùng chỉ một chữ cái đơn giản làm tên, Porter tán thành và nói "Tốt. O có vẻ là một chữ cái đơn giản, và ta sẽ chọn O."
Có một tờ báo đã hỏi Porter chữ O có ẩn ý gì, và ông nói:"O là của Olivier, cái tên Pháp của Oliver". Và thực sự là đã có một vài truyện ông ký tên Olivier Henry.
Nhà nghiên cứu Guy Davenport đưa ra một giải thích khác: "Bút danh đó có khi Ohenry bắt đầu viết truyện ở trong tù, được tạo nên từ hai từ Ohio và penitentiary (nghĩa là nhà giam)"
Bạn có thể nhìn rõ hơn ở đây - chú ý phần in đậm Ohio penitentiary